# Pacomio I di Costantinopoli
Pacomio I (in greco Παχώμιος Α΄?; XV secolo – 1513) è stato un arcivescovo ortodosso greco, patriarca ecumenico di Costantinopoli dal 1503 al 1513 tranne per alcuni mesi nel 1504.

## Biografia
Prima della sua elezione a patriarca di Costantinopoli, Pacomio era metropolita di Zichni. Quando il patriarca Gioacchino I fu deposto nel 1502, i sovrani di Valacchia, abbastanza influenti negli affari della Chiesa di Costantinopoli, supportarono l'elezione di Nefone II, che rifiutò subito dopo l'elezione. Il sostegno venne dato quindi a Pacomio, che fu eletto all'inizio del 1503. Il primo regno durò solamente un anno, poiché all'inizio del 1504 Gioacchino I comprò la carica patriarcale pagando 3500 pezzi d'oro al sultano ottomano.
Gioacchino morì poco dopo durante un viaggio in Valacchia e così nell'autunno del 1504 Pacomio, sempre sostenuto dai sovrani di Valacchia, ritornò sul trono. Il secondo regno di Pacomio durò circa nove anni, un lungo periodo in confronto con i regni dei patriarchi nel XV secolo.
Il problema principale durante il patriarcato di Pacomio fu il caso dello studioso cretese Aristobulo Apostolio. Nel 1506 la curia romana nominò Aristobulo vescovo di rito orientaleMonemvasia, all'epoca parte dei domini d'oltremare della Repubblica di Venezia. Aristobulo si dichiarò in comunione sia con il patriarca di Costantinopoli che con la Chiesa cattolica. Questa posizione era insostenibile per la Chiesa di Costantinopoli e Pacomio invitò Aristobulo ad abdicare. La questione continuò per più di due anni fino al giugno 1509 quando Pacomio scomunicò Aristobulo, che si ritirò a Venezia.
Durante l'ultimo anno del suo patriarcato, Pacomio visitò la Valacchia e la Moldavia. Sulla via del ritorno, già in Silivri, Pacomio fu avvelenato da Teodolo, un monaco al suo servizio. Morì immediatamente, all'inizio dell'anno 1513.